# Доктор Но
„Доктор Но“ (на английски: Dr. No) е британски филм от 1962 година, екшън на режисьора Терънс Йънг по сценарий на Ричард Майбаум, Джоуана Харууд и Бъркли Мадър, базиран на едноименния роман от Иън Флеминг. Това е първият филм от шпионската поредица за британския таен агент Джеймс Бонд. В ролята на известния герой е Шон Конъри, като във филма участват още Джоузеф Уайзман, Урсула Андрес, Джак Лорд и Джон Кицмилър.
Успехът на „Доктор Но“ като първи филм от поредицата по Иън Флеминг предизвиква създаването на филми по романите на английския писател, което продължава и в наши дни. С излизането на първия филм от поредицата „007“ процъфтява жанрът на шпионските филми през шестдесетте години на 20 век. Въпреки че е първият от над двадесетте излезли след това, в него не се показва потвърждаването на статуса на Бонд като агент с две нули („double 0 agent“), което му дава и така известния лиценз за убиване. Началният кадър на филма остава непроменен. Бонд извървява няколко крачки в ляв профил, след което се обръща към камерата и стреля като след изстрела от горната част пада кръв. Всичко това се случва в рамките на дуло на пистолет (разлика прави само началото на „Казино Роял“). Началният кадър е измислен от Маурис Биндър.

## Сюжет
Внимание:  Текстът по-долу разкрива сюжета на произведението (или части от него)!
В Ямайка британският агент Джон Странгуейс и неговата секретарка са убити от „трите слепи мишки“ (наемни убийци на Доктор Но), в резултат на което те взимат файловете за Доктора и личния му остров „Ключът на рака“ (Crab key). MI-6 (английските тайни служби) веднага реагират като изпращат най-добрия си агент – Джеймс Бонд да разследва случилото се. В момента в който Агент 007 разбира задачата си, в действие влиза и легендарният пистолет Walter PPK, който Бонд е принуден да приеме, за да замени досегашната си любима „Beretta M1934“. Веднага щом Бонд пристига в Ямайка, враговете му започват да се опитват да го отстранят. На летището Бонд среща млад мъж, който го лъже, че е изпратен от хотела с кола да го вземе. Британският агент се усъмнява и проверява, дали това което шофьорът казва е истина, и разбира че от хотела всъщност не е пращана никаква кола. При тръгването от летището към хотела друг автомобил започва да преследва току-що запозналите се. С малко хитрост Джеймс успява да се измъкне. После разкрива на шофьора, че е разбрал измамата му и го принуждава да му каже за кого работи. За съжаление обаче наемникът се самоубива. Бонд се запознава с последните хора, видели Странгуейс - Дент, геолог и ръководител на лаборатория, таен агент на доктор Но, и Потър, генерал. 007 се усъмнява в Дент. Запознава се с Куоръл - рибар, който се указва помощник на агента на ЦРУ, пратен да помага на Странгуейс. От него разбира, че двамата са обиколили островите, най - страховитият от които е Крапки. Бонд разбира, че Странгуейс е взел проби от Крапки, които са радиоактивни. Дент е убит от Бонд. Заедно с Куоръл отива на Крапки, чийто собственик е доктор Но. Запознава се с млада водолазка, според която баща ѝ е убит от Но. Куоръл бива убит, а двамата запознали се са 

## В ролите
| Актьор                                                                     | Роля |
| -------------------------------------------------------------------------- | --- |
| Шон Конъри                                                                 | ДжеймБонд,че членува в СПЕКТЪР - терористична групировка. Бонд е хвърлен в тъмница, но бяга през вентилацията. Преобразява се като човек на Но и осуетява плана му да промени курса на ракета, излитаща в Космоса. Но умира, а Бонд и момичето се спасяват.с Бонд |
| Урсула Андрес (озвучена от Ники ван дер Зил, а в песента от Диана Купленд) | Хани Райдър, девойка водолаз, която продава раковини |
| Джоузеф Уайзман                                                            | Доктор Но, собственик на острова „Ключът на рака“, един от заместниците на лидера на СПЕКТЪР |
| Джак Лорд                                                                  | Феликс Лейтър, агент на ЦРУ |
| Антъни Доусън                                                              | професор Дент, геолог от Ямайка, таен агент на Доктор Но |
| Джон Китцмилер                                                             | Куорел, рибар, който помага на Бонд и Лейтър |
| Зена Маршъл                                                                | г-ца Таро, секретарка на губернатора на Ямайка, таен агент на Доктор Но |
| Бернард Ли                                                                 | „М“, шефът на МИ-6 |
| Лоис Максвел                                                               | мис Мънипени, секретарка на „М“ |
| Петър Бъртън                                                               | „Q“ (майор Бутройд), началник на технически отдел на МИ-6 |
| Юнис Гейсън (озвучена от Ники ван дер Зил)                                 | Силвия Тренч, девойка, която отговаря на Бонд в клуба „Le Cercle“ |
| Тимъти Моксон (неспоменат, озвучен от Робърт Рети)                         | Джон Странгуейс, резидент на Секретната служба в Ямайка |
| Реджиналд Картър                                                           | м-р Джоунс, помощник на Доктор Но |
| Ивон Шима                                                                  | сестра Лили, асистент на Доктор Но |
| Мишел Мок                                                                  | сестра Роза, асистент на Доктор Но |

## Саундтрак
Монти Норман става първият композитор на „бондиана“, който пише известната тематична песен „Джеймс Бонд“. Норман е поканен от Албърт Броколи, след като Броколи харесва работа на Норман в мюзикъл. В началото на филма звучи само музикалната тема на песента, а „главната“ песен ще се появи в началото в следващия филм на „бондиана“.
Композиторът Джон Бари, който по-късно създава музиката към 11 филма на „бондиана“, постоянно използва мелодията на Норман в своите произведения, така че мнозина вярват, че Бари е автор на главната музикална тема на „бондиана“. Проведени са две проучвания за авторство (последното – през 2001 г.), и в двата случая е решено в полза на Монти Норман.

## Интересни факти
- Бюджетът на филма е много ограничен, само 1 милион щатски долара. Поради това създателите на филма са икономисвали буквално от всичко. Украсата, вкл. картините, са изработени от картон, облечените с „кожа“ врати всъщност са пластмасови. Колата на 007 (синьо Sunbeam Alpine 1961 г.) е взета под наем от фирма за рентакар. По-късно „United Artists“ отпуска още 100 000 $ за заснемане на ефектната експлозия на „бърлогата на д-р Но“.
- Почти всички герои във филма са озвучени от германската актриса Ники ван дер Зил. Хонорарът на актрисата е 10 000 долара (за справка – главната героиня Урсула Андрес, натрупва подобна сума). В бъдеще актрисата ван дер Зил продължава да работи в „бондиана“, а гласът ѝ се чува в 10 (!) филма за агент 007.
- При заснемане на прочутата сцена, където Урсула Андрес се снима в бели бикини, тенът ѝ не е естествен, а изкуствен.
- Филмовите права върху книгата са на Хари Залцман. Албърт Броколи безуспешно се опитва да ги купи от Залцман, но в крайна сметка се стига до бизнес и творчески съюз, който продължава до 1975 г. По време на снимките на деветия съвместен филм (Мъжът със златния пистолет) отношенията между производителите се развалят, Залцман продава всичките си акции и трайно се оттегля от „бондиана“.
- Всички холивудски филмови студия отказват финансиране и единствено компанията „United Artists“ дава съгласие. Другите фирми считат, че филмът е „много британски“ и „много секси“.
- Относно ролята на „главния злодей“ Ян Флеминг препоръчва да се вземе актьора Кристофър Лий, но производителите са избрали Джоузеф Уайзман, който трябва да се гримира, за да изглежда „китайски“. Но по-късно все пак Лий играе „злодея Скараманга“ във филма „Мъжът със златния пистолет“.
- Първоначално за ролята на агент 007 е избран Питър Ентони, модел. Въпреки това, когато снимките започват, режисьорът Терънс Йънг осъзнава, че Питър е напълно лишен от актьорски талант. И тогава производителите избират Шон Конъри. Първоначално Конъри е лишен от блясък, с който трябва да бъде различен за Джеймс Бонд, затова Йънг се превръща в нещо като „учител“ на Конъри, актьорът учи маниери от висшето общество на Лондон, както и способността да общува с жени, които играят в казиното, и т.н.
- Актрисата Лоис Максуел, която ще бъде най-известната „Мис Мънипени“, избира ролята, защото предлаганата ѝ друга роля – на Силвия Тренч, предполага много „нескромни“ (по отношение на Максуел) дрехи.
- Главен декоратор на филма е Кен Адамс. Работата му в „бондиана“ е много успешна и той ще участва в заснемането на още шест филма. Хонорарът на Адамс в „Доктор Но“ е 14 500 £, но продуцентите са били толкова впечатлени от работата му, че му дават още 6000 паунда от собствените си пари.
- Според сценария (и книгата), главният герой Хани Райдър, по заповед на д-р Но, е вързан и потопен, за да бъде изяден от раците. Но на снимките раците са взети леко замразени и затова те едва се движат. Затова режисьорът решава да „удави бавно“ Хани.
- Тъй като Конъри се страхува много от паяци, на сцената в леглото на Бонд с тарантулата снимките са направени през защитно стъкло. При монтажа на филма режисьорът Йънг е изключително недоволен от качеството на изображението, и затова трябва да преснемат сцената, като използват каскадьора Боб Симънс.
- По време на вечерята на Бонд с д-р Но в кабинета му се вижда портретът на херцог Уелингтън, рисуван от великия Гоя. Интересното е, че точно преди началото на снимките картината е била открадната от музея в Лондон.

1. ↑  www.boxofficemojo.com //  Box Office Mojo.   Посетен на 7 януари 2023 г.